# コブルィン
コブルィン（Kobryn (ベラルーシ語: Кобрын; ポーランド語: Kobryń; ウクライナ語: Кобринь; イディッシュ語: קאָברין)またはKobrin (ロシア語: Кобрин)）は、ベラルーシ・ブレスト州の市である。また、コブルィン地区(ru)の行政中心地である。

## 人口
人口は2015年の時点で52771人であり、ブレスト州の市の中で4番目の規模である（ブレスト、バラーナヴィチ、ピンスクに次ぐ）。

## 姉妹都市
- ヴラツァ（ブルガリア）
- グラールス（スイス）
- ウエルツェン(ru)（ドイツ）
- リーヴヌィ（ロシア）
- チホレツク(ru)（ロシア）